# L'affaire Farewell
L'affaire Farewell è un film del 2009 diretto da Christian Carion.